# Chaetocarpus echinocarpus
Chaetocarpus echinocarpus là một loài thực vật có hoa trong họ Peraceae. Loài này được (Baill.) Ducke mô tả khoa học đầu tiên năm 1939.

## Hình ảnh

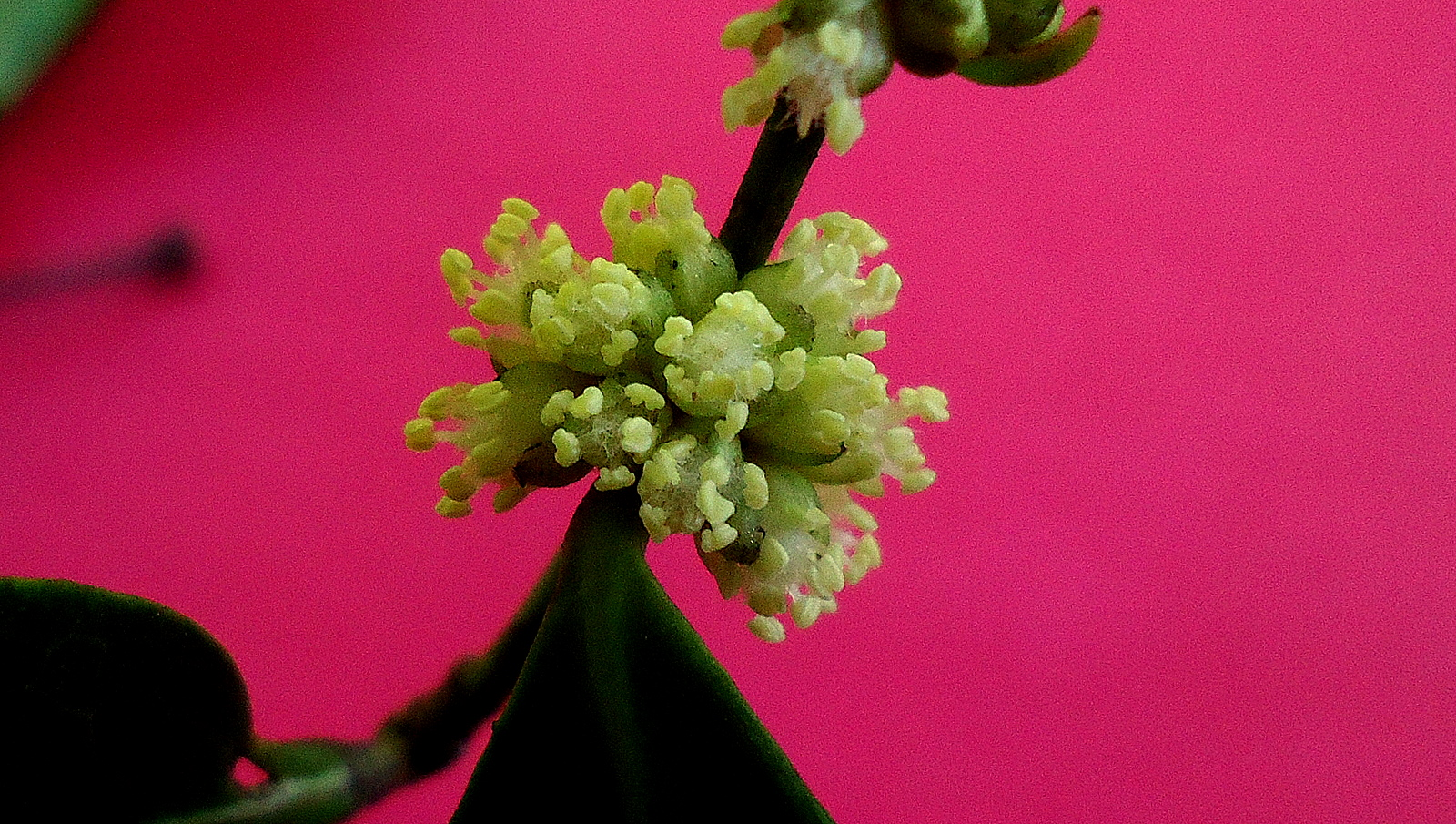
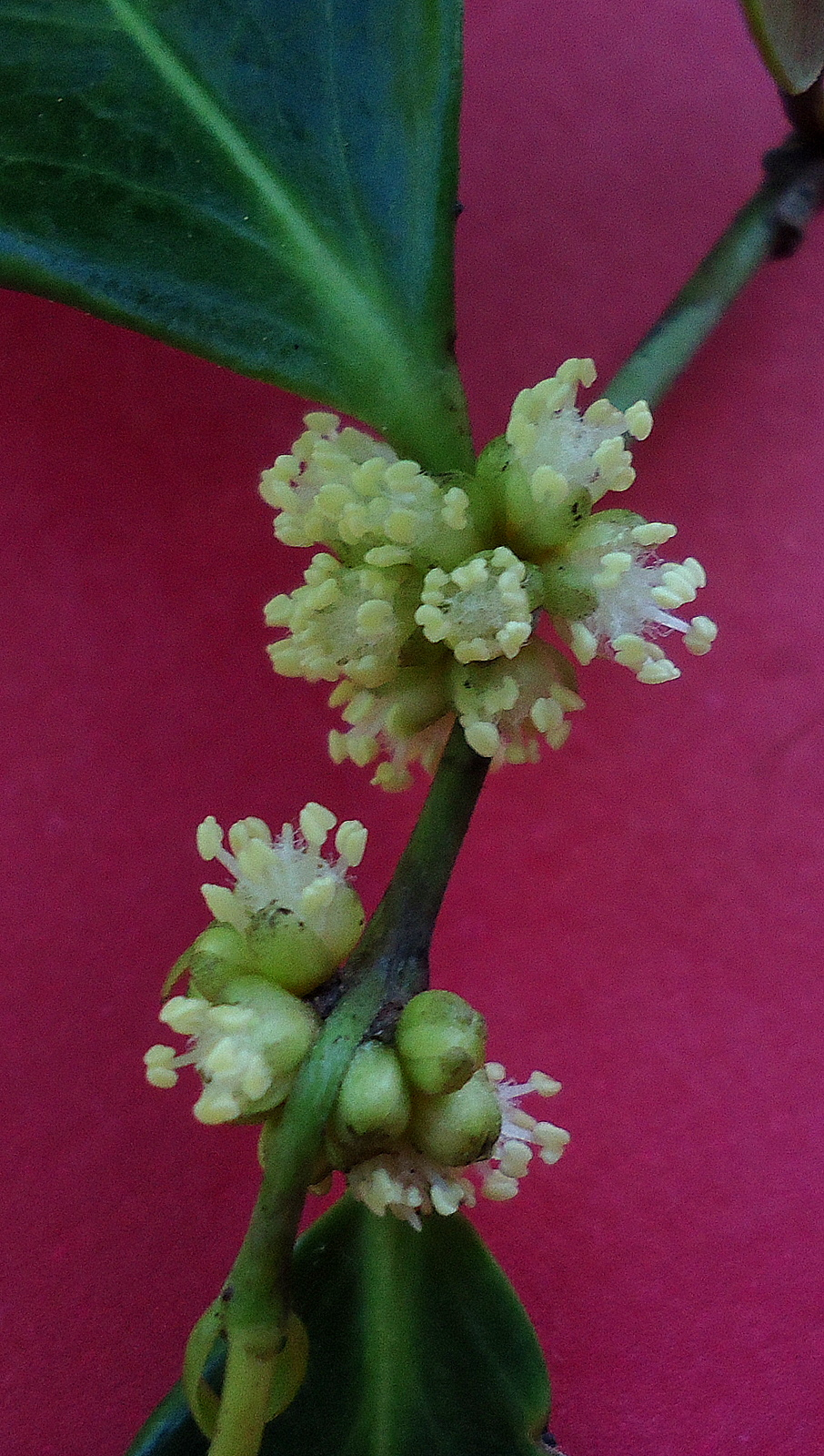
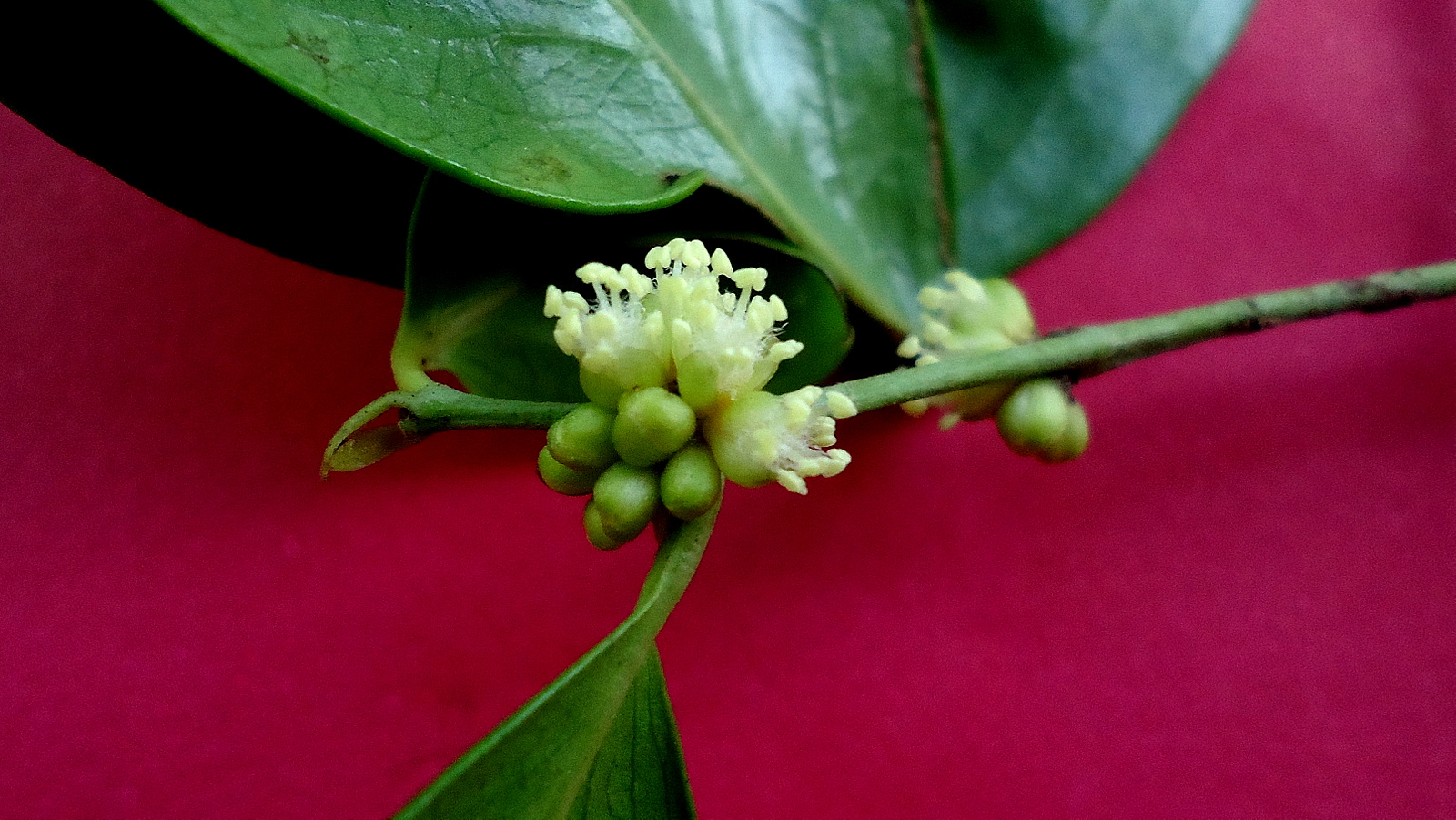
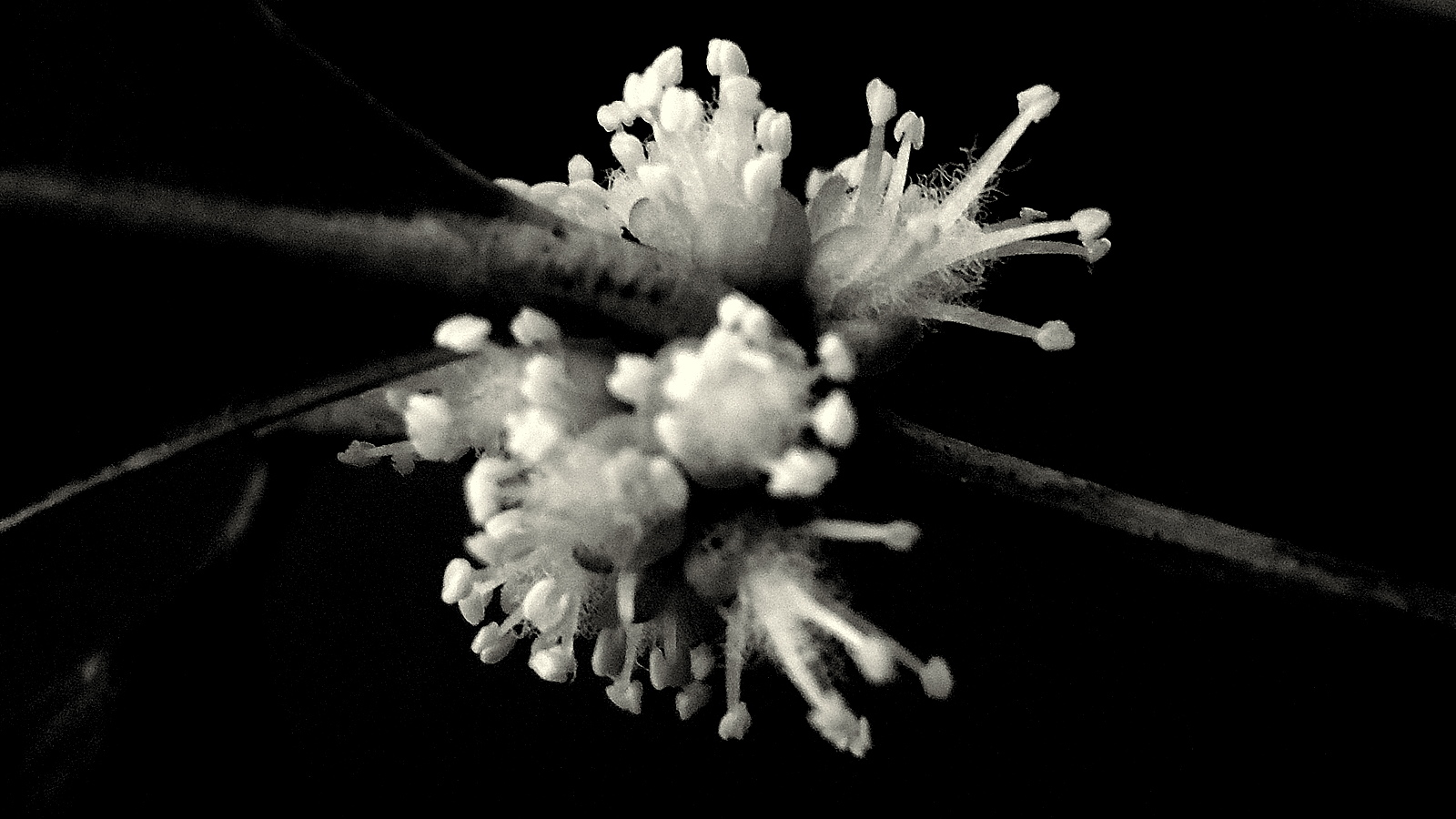